# Beaver Creek (Montana)
Beaver Creek – jednostka osadnicza w Stanach Zjednoczonych, w stanie Montana, w hrabstwie Hill.